# Los Pérez García (película)
Los Pérez García  es una película en blanco y negro de Argentina dirigida por Fernando Bolín y Don Napy sobre guion de Oscar Luis Massa, Antonio Corma y Don Napy que se estrenó el 1 de febrero de 1950 y que tuvo como protagonistas a Martín Zabalúa, Sara Prósperi, Juan Carlos Altavista y Julián Bourges. En el filme actúa también la orquesta dirigida por Enrique Mario Francini y Armando Pontier.
La película trae los principales personajes del programa radiofónico Los Pérez García, muy popular en esa época, que en muchos de los casos son interpretados por los mismos actores que lo hacían en la radio.

## Sinopsis
Vivencias de una familia porteña cuando se mudan de casa.

## Reparto
- Martín Zabalúa
- Sara Prósperi
- Juan Carlos Altavista
- Julián Bourges
- Gustavo Cavero
- Manolita Poli
- Pedro Prevosti
- Beatriz Taibo
- Paula Darlán
- Celia Geraldy
- Carlos Ginés
- Mario Clavel
- Arturo Arcari
- Manolita Poli

## Comentarios
La crítica de La Nación dijo:

"Bolín y Don Napy han realizado una tarea modesta, más bien superficial...pero sin errores."

Por su parte King en El Mundo opinó:

"Con pie ágil entra al cine la popular familia radiotelefónica."